# Rosenbergia drumonti
Rosenbergia drumonti là một loài bọ cánh cứng trong họ Cerambycidae.